# Stazione di Roccabruna
La stazione di Roccabruna  (in francese gare de Roquebrune-Cap-Martin) è una stazione ferroviaria della linea Marsiglia-Ventimiglia a servizio dell'omonimo comune situato nel dipartimento delle Alpi Marittime, regione Provenza-Alpi-Costa Azzurra.

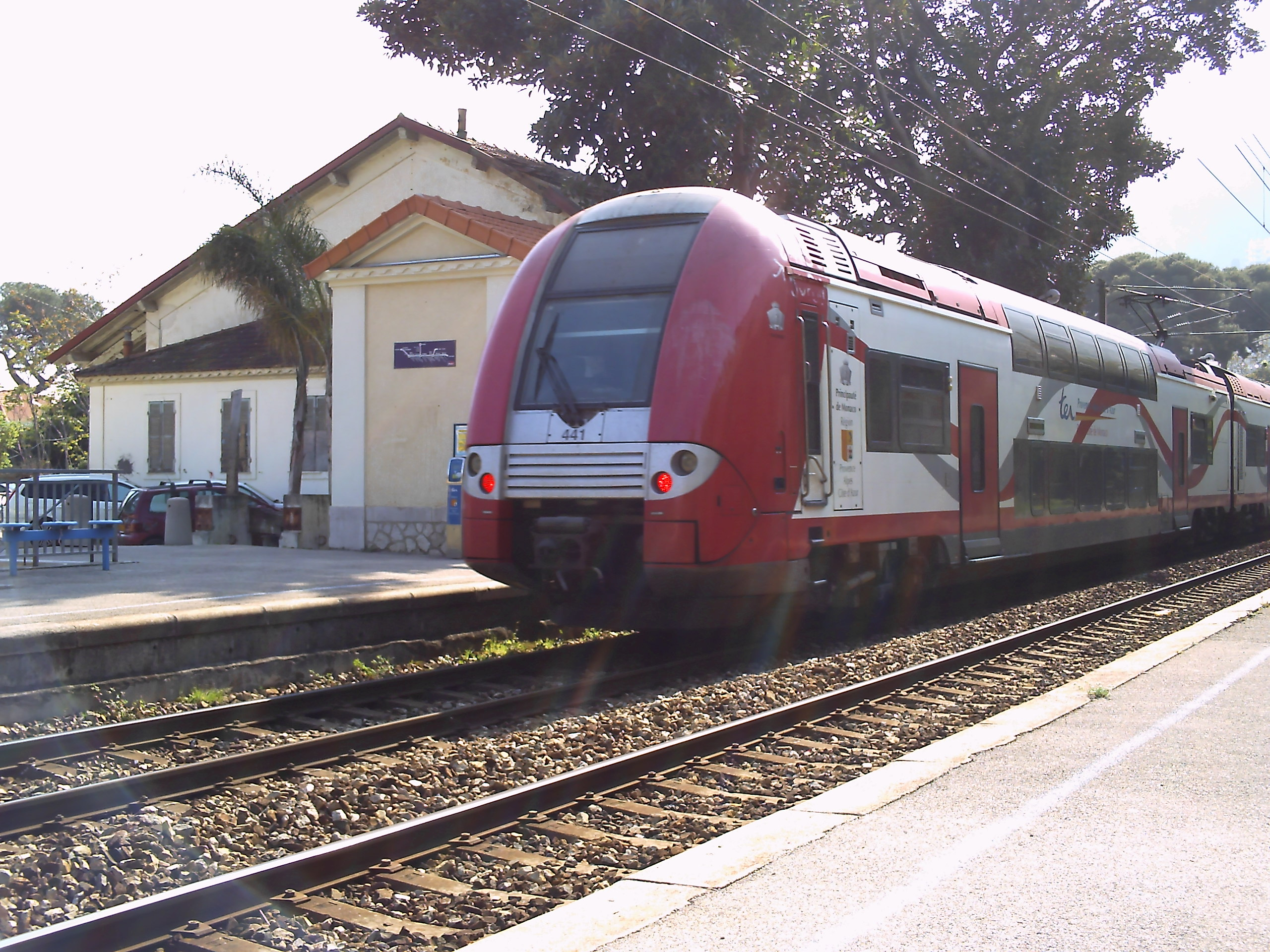
Un treno fermo in stazione

La stazione ha due binari per servizio viaggiatori.
È servita da TGV e dal TER PACA (Treno regionale della PACA)
La sua apertura all'esercizio avvenne nel 1869.

## Masters di Monte-Carlo
Nella località di Roquebrune-Cap-Martin, all'uscita orientale del tunnel di Monaco, tra le stazioni di Monaco-Monte-Carlo e Cap-Martin-Roquebrune vi è la fermata Monte-Carlo-Country-Club, operativa esclusivamente in occasione dei tornei dei Masters di Monte-Carlo, che si svolgono ogni anno ad aprile ed ha la particolarità di avere una sola banchina laterale, in direzione Marsiglia.